# Operosa

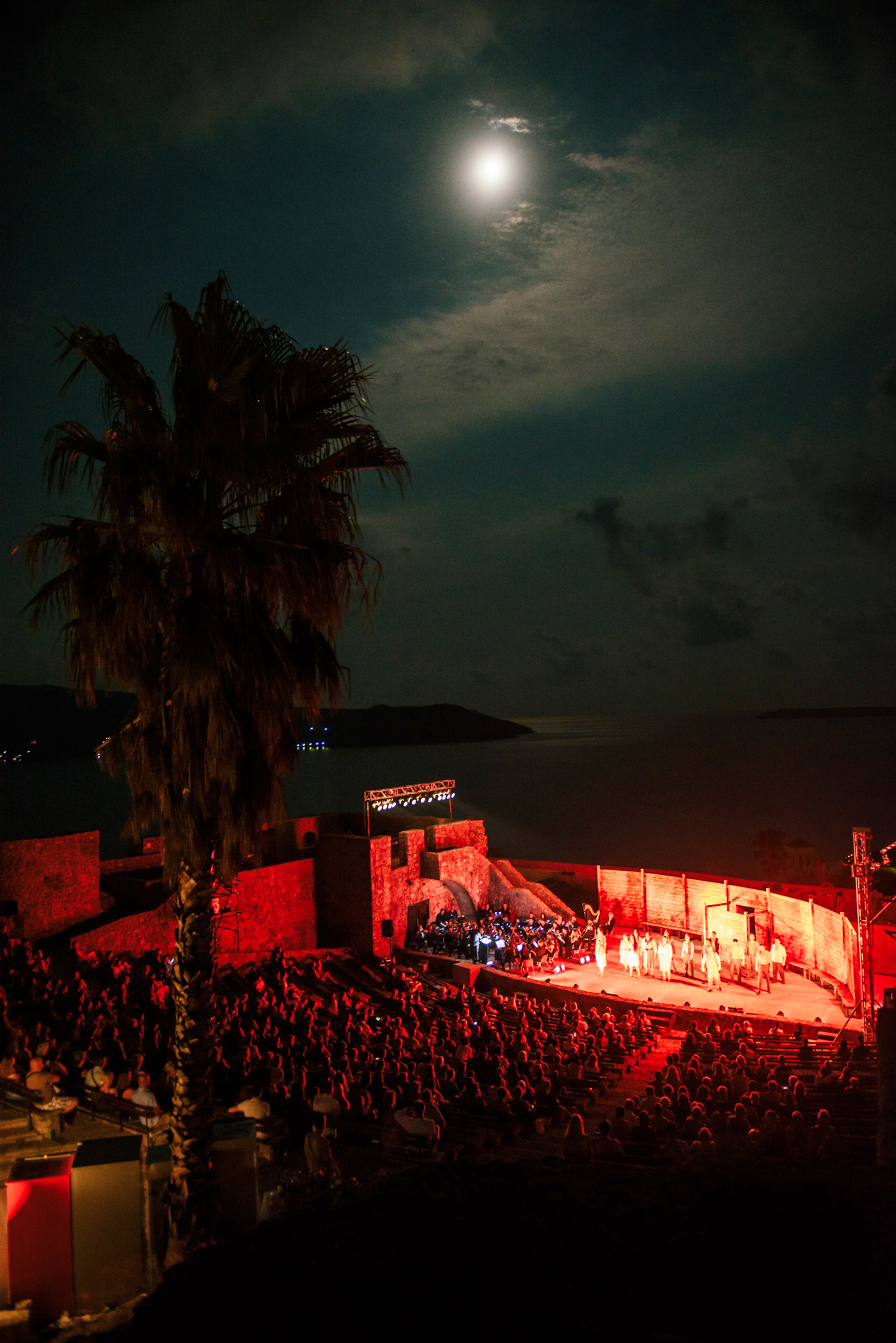
Operosa Montenegro operafestival i fästningen Kanli Kula, Herceg Novi, Montenegro.

Operosa är en årlig festival för klassisk musik och opera. Huvudsakligen ägnad åt opera, men inkluderar också konserter av orkester, kammarmusik, sång och solo instrumental verk. Operosa är verksam i Balkan-regionen med huvudfestival i Herceg Novi i Montenegro.

## Historia

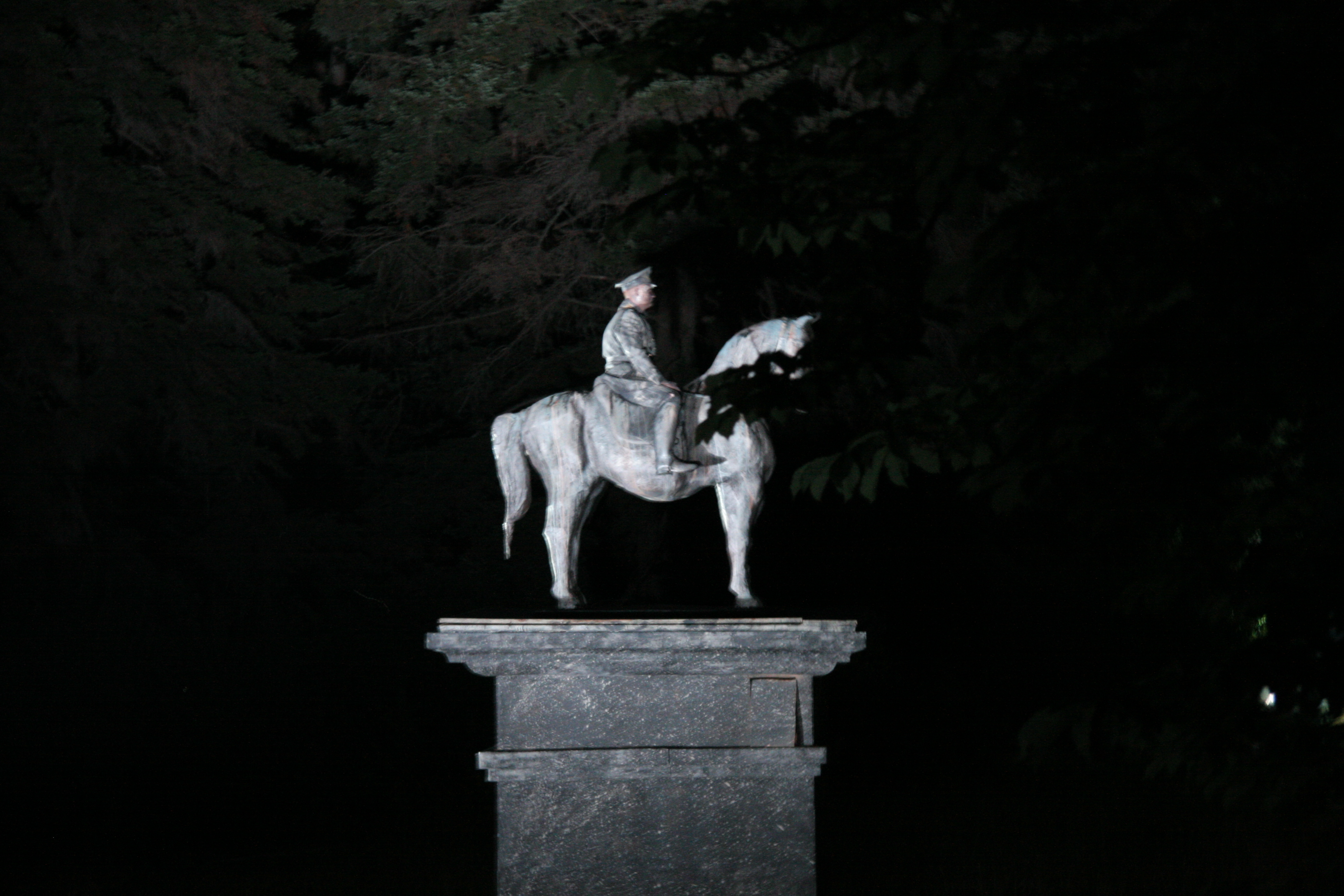
Foto av bakgrundssätten vid Operosa Evxinograd 2007 Don Giovanni-prestanda.

Operosa grundades av svensk-finska mezzosopranen Katherine Haataja 2006. med syftet att främja ung opera och klassisk musik talang och  för att aktivt erbjuda produktionsarbetsmöjligheter för unga artister. Den första operafestivalen lanserades i juni 2007 i Varna, Bulgarien  i Euxinograds slottsträdgård med operan Don Giovanni av Mozart. Året därpå hölls festivalföreställningar i Sofia på Ivan Vazov National Theatre teatern. Operosa återvände till Euxinograd 2009 och 2010 med föreställningar av La voix humaine av Francis Poulenc, och Roméo et Juliette av Charles Gounod. 2011 producerade Operosa operaföreställningar i Belgrad i Serbien på Belgrads ungdomscenter. Det var första gången en opera framfördes i ungdomscentret. 2012 ägnades åt barockopera med mästarkurser och föreställningar av Pimpinone- opera av Georg Philipp Telemann vid Ilija M. Kolarac Endowment i Belgrad i Serbien samt i Betahaus i Sofia i Bulgarien. 2013 deltog Operosa i föreställningar på Night of Culture-evenemanget i Herceg Novi i Montenegro. Operosa producerade den första internationella operaföreställningen i Montenegro i Porto Montenegro i Tivat i september 2014 med Roméo et Juliette av Charles Gounod. Sedan 2015 sker Operosa Montenegro Opera festivale i Gamla stan, Forte Mare och Kanli Kula-fästningarna i Herceg Novi i Montenegro.
Utbildningsprogrammet Operosa Academia inleddes 2012 och verksammar i Bulgarien, Serbien och Montenegro. Academia erbjuder utbildning året runt för unga opera och klassisk musik konstnärer med mästarkurser och mindre operauppträdanden. Operosa stöder också unga artister med utmärkelser och stipendier.
Operosa har samarbets- och utbytesprogram med internationella operainstitutioner som Aix-en-Provence Festival, Queen Elisabeth Music Chapel, Aldeburgh Music Helsinki Festival, La Monnaie, Dutch National Opera och Calouste Gulbenkian Foundation genom ENOA-nätverket av europeiska operaakademier.
År 2018 valdes Operosa ut för samfinansiering av Europeiska unionens program för kultur Kreativt Europa. Projektet YOUNG @ OPERA skapades av Operosa i samarbete med partnerna Herceg Novi kommun och Ilija M. Kolarac Endowment med föreställningar över Montenegro, Serbien och Bulgarien.

## Konstnärer
Konstnärer som har uppträtt och arbetade på Operosa inkluderar mezzosopranen Jennifer Larmore, sopranen Darina Takova, alto Marijana Mijanovic, mezzosopranen Katherine Haataja, scenograf Jamie Vartan, regissör John La Bouchardiere, regissör Martin Lloyd-Evans, regissör och designer Tim Hopkins, scenregissör Seth Yorra, scenregissör Ashley Dean, ljus- och scenograf Simon Corder, kostym- och scenograf Domenico Franchi, scenograf Cordelia Chisholm, ljusdesigner Kevin Treacy, organist och cembalist Jeremy Joseph, dirigenten Eraldo Salmieri, dirigenten Predrag Gosta, Sofia Symphonic Orchestra, Varna Philharmonic Society Chamber Orchestra och Montenegrin Symphony Orchestra

## Tidigare produktioner
Operosa-evenemangen äger rum över hela Balkanregionen och har sedan invigningen inkluderat följande produktioner.
- 2007: Don Giovanni av Mozart (Euxinograd, Varna, Bulgarien)
- 2008: Opera & Arabesque Ballet (Ivan Vazov National Theatre, Sofia, Bulgarien)
- 2009: La voix humaine av Francis Poulenc (Euxinograd, Varna, Bulgarien)
- 2010: Roméo et Juliette av Charles Gounod (Euxinograd, Varna, Bulgarien)
- 2011: La voix humaine av Francis Poulenc (Belgrads ungdomscenter, Belgrad, Serbien)
- 2012: Pimpinone av Georg Philipp Telemann (Ilija M. Kolarac Endowment, Belgrad, Serbien)
- 2012: Pimpinone av Georg Philipp Telemann (Betahaus, Sofia, Bulgarien)
- 2013: La voix humaine av Francis Poulenc (Night of Culture, Herceg Novi, Montenegro)
- 2014: Roméo et Juliette av Charles Gounod (Porto Montenegro, Tivat, Montenegro)
- 2015: Cosi Fan Tutte av Mozart (Kanli Kula, Herceg Novi, Montenegro)
- 2015: Lo Speziale av Joseph Haydn (Studentski kulturni centar, Belgrad, Serbien)
- 2016: La Cenerentola av Gioachino Rossini (Kanli Kula, Herceg Novi, Montenegro)
- 2017: La serva padrona av Giovanni Battista Pergolesi (Studentski kulturni centar, Belgrad, Serbien)
- 2017: Iolanta av Pyotr Ilyich Tchaikovsky (Kanli Kula, Herceg Novi, Montenegro)
- 2018: La serva padrona av Giovanni Paisiello (Bansko, Sofia, Gabrovo och Pleven i Bulgarien)
- 2018: La serva padrona av Giovanni Paisiello (Herceg Novi, Kotor, Bar och Podgorica i Montenegro)
- 2018: Carmen av Georges Bizet (Kanli Kula, Herceg Novi, Montenegro)
- 2018: La serva padrona av Giovanni Paisiello (Pančevo, Šabac, Sombor och Belgrad i Serbien)
- 2019: Džumbus av Milica Ilić (Berkovica, Sofia, Chavdar och Montana i Bulgarien)
- 2019: Be My Superstar - A Contemporary Tragedy av Šimon Voseček och Alexandra Lacroix baserat på text av Yann Verburgh (Dvorana Park, Herceg Novi, Montenegro)
- 2019: A Midsummer Night's Dream (Mendelssohn) av Felix Mendelssohn (Kanli Kula, Herceg Novi, Montenegro)
- 2019: Džumbus Music av Milica Ilić, Text Jovan Stamatović-Karić (Herceg Novi, Bijelo polje och Berane i Montenegro)

## Andra medier
2007 utgav Operosa en inspelning med namnet “Perle” under Orpheus Music.  Den innehåller verk av Mozart, Rossini, Handel, Vivaldi och Giulio Caccini framförda av Sofia Symphonic Orchestra tillsammans med dirigenten Nayden Todorov, mezzosopranen Katherine Haataja, gitarr av Rosen Balkanski och cembalo av Magdalena Vasileva..
År 2012 lanserade Operosa  på sina hemsidor ett Forum för sociala medier för opera- och klassiska musikartister.  Majoriteten av dess användare är unga blivande artister från olika delar av världen.